# Harderwijk
Harderwijk este o comună și o localitate în provincia Gelderland, Țările de Jos. 

## Localități componente
Harderwijk, Hierden.